# 西里西亞人
西里西亞人是指居住在現在被德國、波蘭、捷克三國分治的西里西亞地區的民族。但實際上，西里西亞人的定義非常模糊。也有觀點認為並不存在西里西亞人這一民族，他們只是德意志人、波蘭人或捷克人。但在2011年的波蘭國家會議上，有81.7萬人自稱為西里西亞人，是波蘭最大的少數族裔。西里西亞人大多使用西里西亞語，這一語言屬於西斯拉夫語支，與波蘭語、捷克語相同。